# Jens Pfeifer
Jens Pfeifer (* 1976 in Hagen) ist ein deutscher Filmemacher (Dokumentarfilm).

## Leben
Nach Abitur und Zivildienst in Hagen (Westfalen) begann er 1998 ein Ethnologie- und Jura-Studium in Hamburg. Seinen Magister-Abschluss machte er mit der Filmstudie Dichte Teilnahme mit der Kamera und wechselte 2005 an die Hochschule für Fernsehen und Film München (HFF), um dort Dokumentarfilm-Regie zu studieren.
Von München aus drehte er als Autor und Regisseur zahlreiche Dokumentarfilme und Reportagen für deutschsprachige Fernsehsender. Sein Debütfilm Phoenix in der Asche (2011/2012) hatte auf dem Filmfest München Premiere und war 2013 für den Deutschen Dokumentarfilmpreis nominiert. 2019 folgte sein zweiter Kinofilm Spider Murphy Gang – Glory Days of Rock`n`Roll (2019). Seit 2015 arbeitet Jens Pfeifer auch an Drehbüchern.

## Filmografie (Kino/Festival)
- Unter Raben, Kurzspielfilm. 2006
- Below the Line, Dokumentarfilm. 2009
- Phoenix in der Asche, Dokumentarfilm. 2011/2012
- Spider Murphy Gang – Glory Days of Rock`n`Roll, Dokumentarfilm. 2019

## Publikationen
- Dichte Teilnahme mit der Kamera. Filmstudie, Münster/Hamburg/London: LIT-Verlag. 2006
- Das Leben der Anderen und ich. In: Sponsel, Daniel (Hg.). Der schöne Schein des Wirklichen. Zur Authentizität im Film. Konstanz: UVK. 2007

## Auszeichnungen
- Dokumentarfilmpreis Ruhr 2011 für „Phoenix in der Asche“
- Slamdance Festival (USA), Best Feature Documentary 2012 für „Phoenix in der Asche“ (engl. No Ashes no Phoenix),
- Deutscher Dokumentarfilmpreis 2013 (nominiert), „Phoenix in der Asche“

### Rezensionen
- Filmkritik SWR https://www.swr.de/swr2/film-und-serie/filmkritik-spider-murphy-gang-glory-days-of-rock-n-roll,article-swr-11240.html
- Filmkritik SZ https://www.sueddeutsche.de/muenchen/filmfest-muenchen-spider-murphy-gang-glory-days-of-rock-n-roll-1.4508041
- Spider Murphy Gang - Glory Days of Rock 'n' Roll im Lexikon des internationalen Films
- Porträt WR  https://www.wr.de/kultur/dokumentarfilmer-jens-pfeifer-reist-von-hagen-nach-syrien-id226786585.html
- Publikation Lit Verlag http://www.lit-verlag.at/isbn/3-8258-0153-3
- Rezension Publikation UVK https://www.rkm-journal.de/archives/6443